# Lordiphosa kurokawai
Lordiphosa kurokawai är en tvåvingeart som först beskrevs av Toyohi Okada 1971.  Lordiphosa kurokawai ingår i släktet Lordiphosa och familjen daggflugor. Inga underarter finns listade i Catalogue of Life.